# Truncatella subcylindrica
Truncatella subcylindrica är en snäckart som beskrevs av Carl von Linné 1758. Truncatella subcylindrica ingår i släktet Truncatella och familjen Truncatellidae. Inga underarter finns listade i Catalogue of Life.

## Bildgalleri

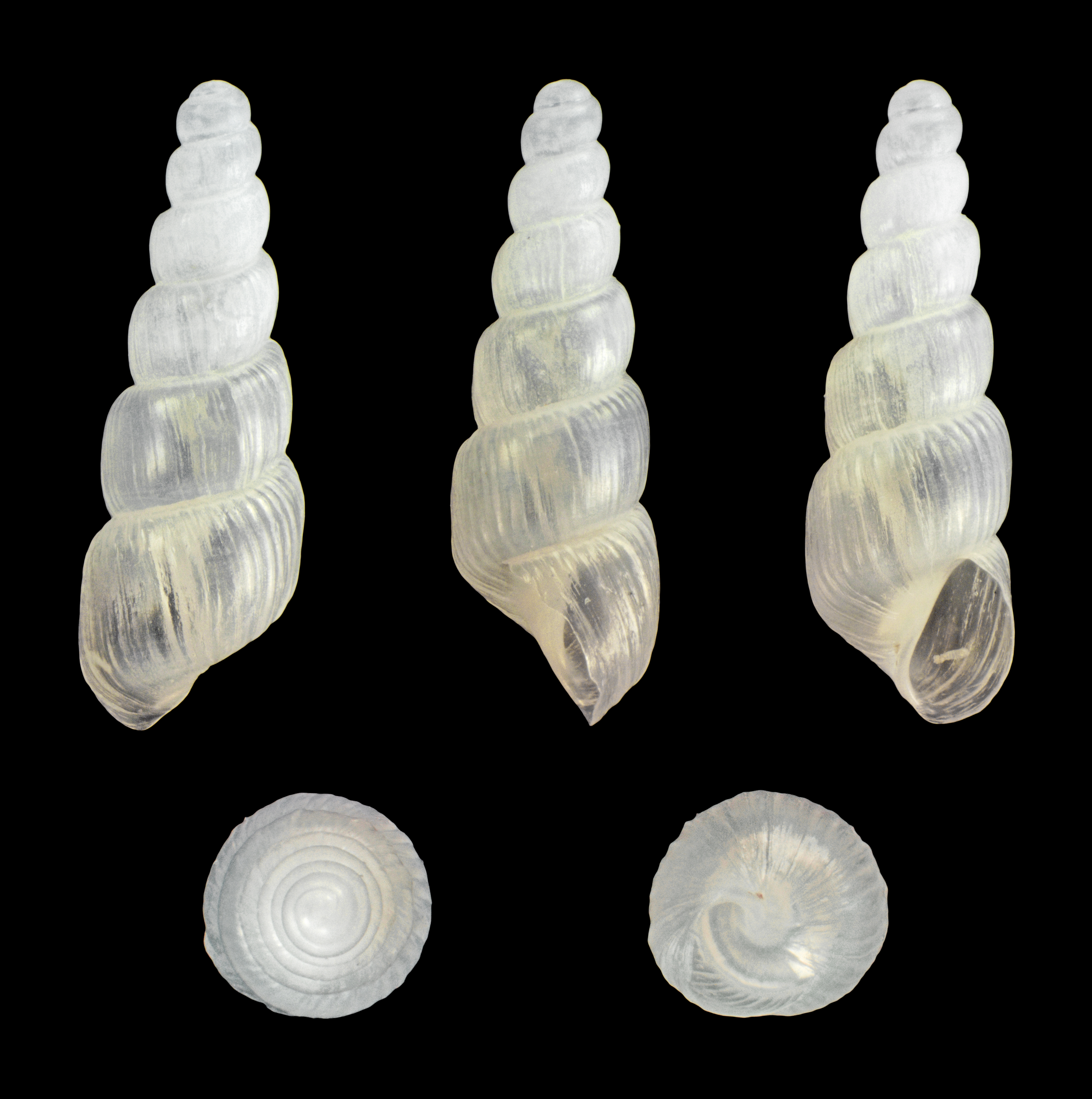
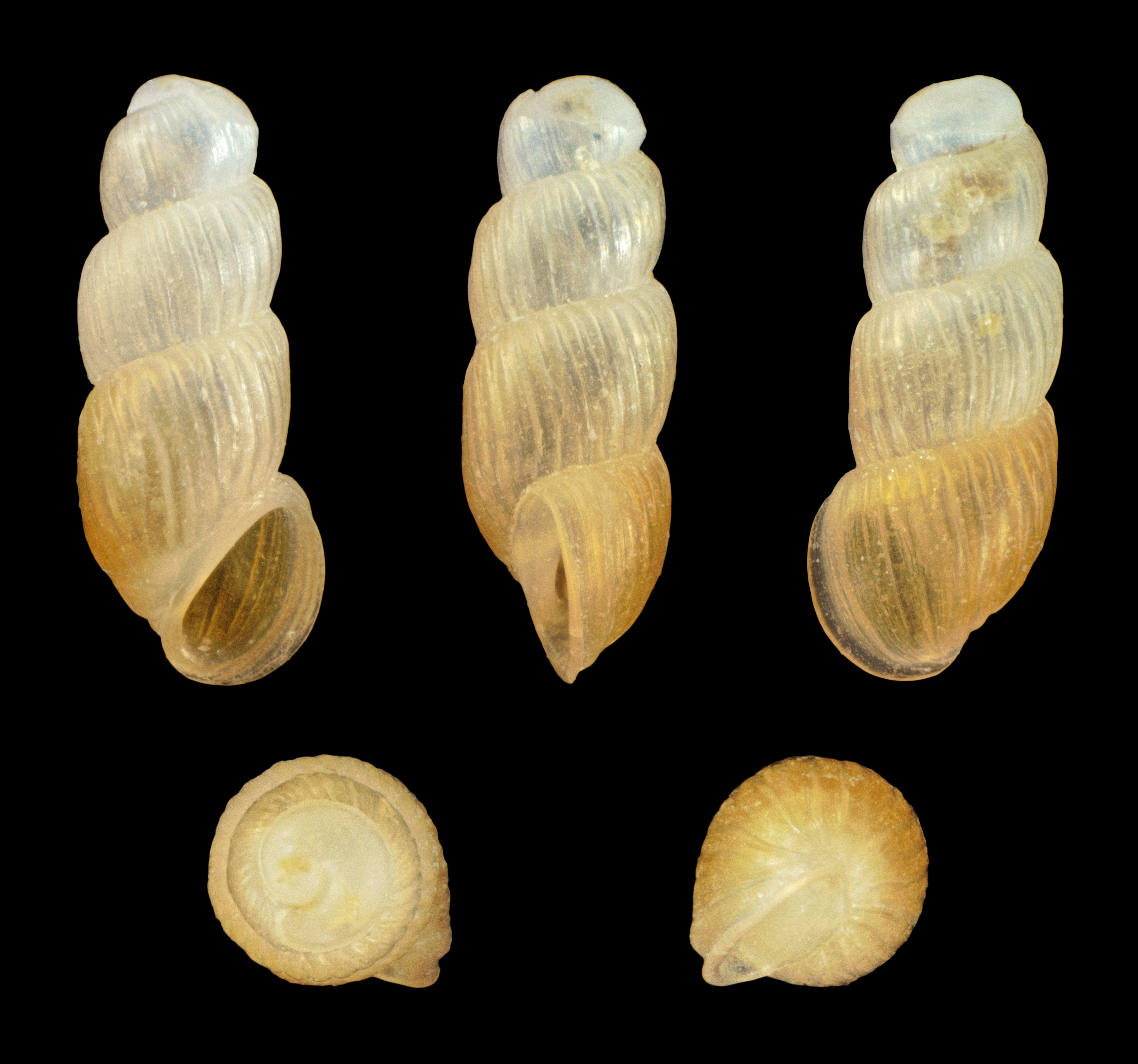
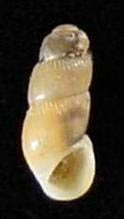
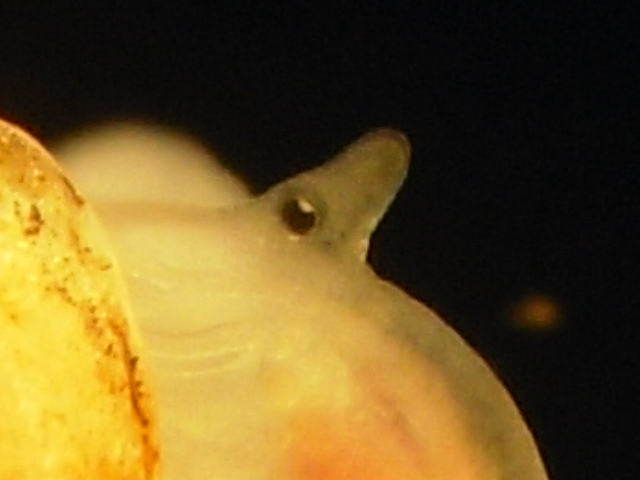
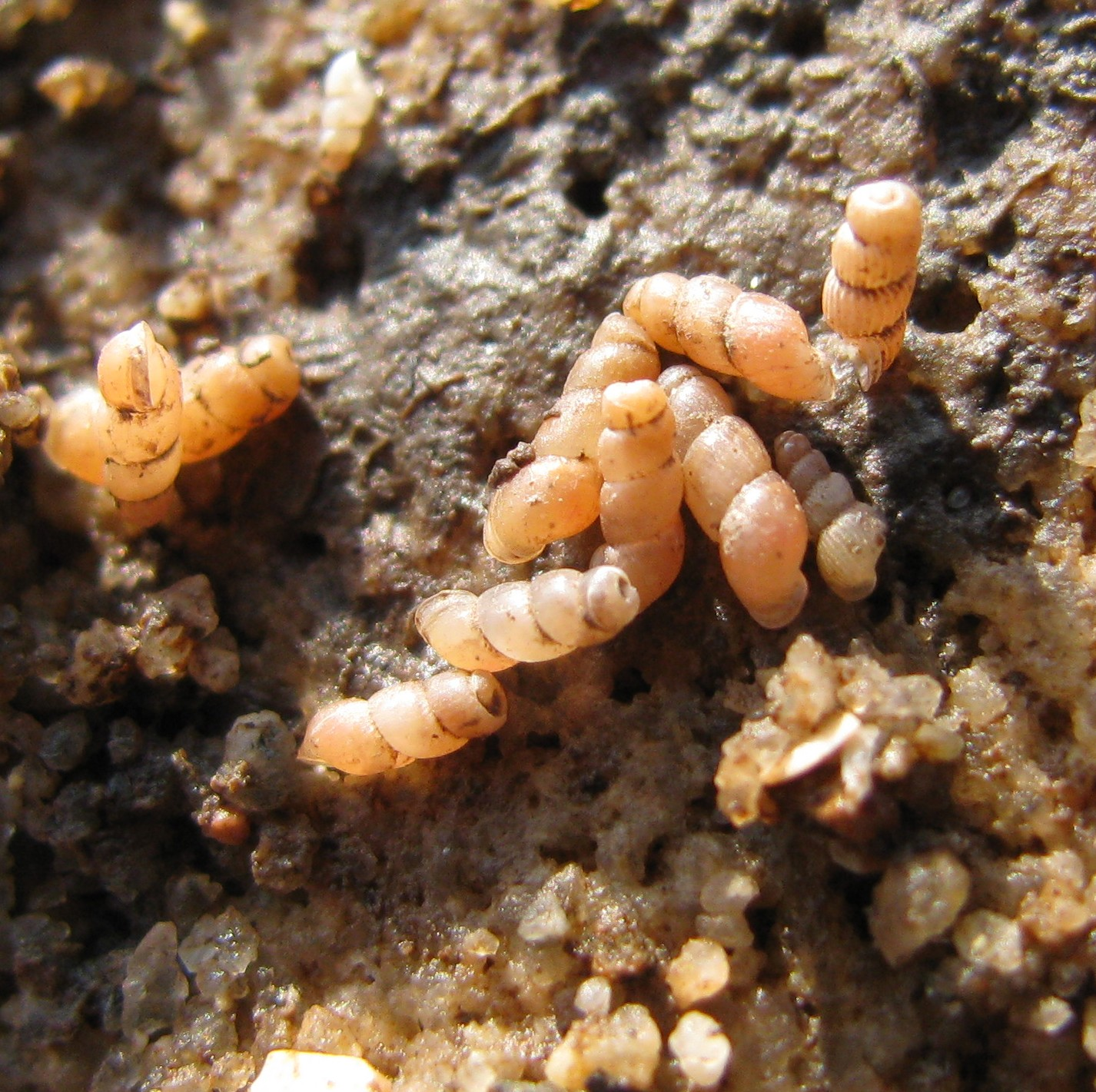